# Maria Pastori
Maria Pastori (Milano, 10 marzo 1895 – Milano, 17 aprile 1975) è stata una matematica e fisica italiana.
È ricordata per il suo lavoro a livello di calcolo tensoriale e geometria differenziale. Celebre in ambito scientifico fu il libro che pubblicò con Bruno Finzi nel 1949 intitolato Calcolo tensoriale e applicazioni.

## Biografia
Terzogenita di una modesta famiglia milanese, sorella minore della biologa Giuseppina Pastori, studiò all'"Istituto magistrale Maria Gaetana Agnesi", diventando maestra di ruolo nel 1912. Nel 1915 si classificò al primo posto per l'ammissione alla Scuola normale superiore di Pisa dove si laureò in matematica nel 1920 con la votazione massima. Dopo un periodo di insegnamento nelle scuole medie superiori, fu assistente incaricata all'Università di Milano dal 1925 al 1929, quando, vinto un concorso, divenne assistente di ruolo alla cattedra di analisi infinitesimale prima e di meccanica razionale poi. Conseguito l'ordinariato in meccanica razionale nel 1939 presso l'Università di Messina, non vi prese servizio poiché fu subito richiamata dall'Università di Milano dapprima alla cattedra di istituzioni di matematica poi, dal 1947, a quella di meccanica razionale che resse fino al suo collocamento a riposo nel 1970, quindi nominata professore emerito nel 1971.
Si occupò prevalentemente di meccanica, geometria differenziale e fisica matematica classica, in particolare elettromagnetismo, meccanica analitica e calcolo tensoriale. Fu socia corrispondente dell'Accademia Nazionale dei Lincei e dell'Accademia delle Scienze di Torino, nonché membro dell’Istituto lombardo di scienze e lettere dal 1958. Nel 1966, le fu conferito il premio internazionale “Isabella d'Este” per le Scienze..

## Attività didattica, scientifica e di ricerca
Maria Pastori fu autrice di numerose pubblicazioni sulla meccanica razionale e la fisica matematica, con particolare riguardo al calcolo tensoriale, alla geometria differenziale, alla meccanica dei corpi deformabili continui e alla teoria della propagazione ondosa. Altri lavori riguardarono l'elettromagnetismo e la teoria della gravitazione all'interno dello schema della teoria della relatività.
La sua carriera ebbe inizio con la collaborazione con Gian Antonio Maggi e con Umberto Cisotti. Indirettamente si sentiva legata alla scuola di Tullio Levi Civita, al quale manifestò, in una lettera del settembre 1939, la sua personale solidarietà durante il periodo della persecuzione antisemita.
La collaborazione più continuativa fu con il collega Bruno Finzi, al quale succedette nella cattedra di meccanica razionale dell'Università di Milano, con il quale pubblicò il celebre testo Calcolo tensoriale ed applicazioni (Bologna, 1949), uno dei primi e più completi trattati italiani sull'argomento, nel quale originali e notevoli sono le applicazioni del calcolo tensoriale alla meccanica analitica, alla teoria classica dei campi, ed alla relatività.

## Opere
Un elenco parziale dei lavori:
- Maria Pastori, Sui tensori emisotropi, in "Rendiconti della R. Accademia nazionale dei Lincei. Classe di scienze fisiche, matematiche e naturali", n. 13, 1931, pp. 109–114.
- Maria Pastori, Proprietà dei tensori emisimmetrici coniugati, in "Rendiconti della R. Accademia nazionale dei Lincei. Classe di scienze fisiche, matematiche e naturali", n. 16, 1932,
- Maria Pastori, Sull'espressione generale dei tensori isotropi, in "Rendiconti della R. Accademia nazionale dei Lincei. Classe di scienze fisiche, matematiche e naturali", n. 17, 1933.
- Maria Pastori, Sulle equazioni della meccanica dei mezzi isotropi non euclidei, in "Rendiconti della R. Accademia nazionale dei Lincei. Classe di scienze fisiche, matematiche e naturali", s. VI, n. 19, 1934.
- Maria Pastori, Equilibrio di lastre e membrane elastiche, in "Rendiconti del circolo matematico di Palermo", n, 58, 1934.
- Maria Pastori, I principali invarianti del campo elettromagnetico in teoria della relatività, in "Rendiconti dell’Istituto lombardo di scienze e lettere, classe di scienze matematiche e naturali", s. III, n. 72, 1939.
- Maria Pastori, Principi variazionali del campo elettromagnetico, in "Rendiconti della R. Accademia nazionale dei Lincei. Classe di scienze fisiche, matematiche e naturali", n. 29, 1939.
- Maria Pastori, Bruno Finzi Calcolo tensoriale e applicazioni, Bologna, Nicola Zanichelli, 1949.
- Maria Pastori, Sul tensore fondamentale nell'ultima teoria di Einstein, in "Atti del quarto congresso dell’unione matematica italiana", Roma, 1953.
- Maria Pastori, Apparent forces of analytical mechanics, in "Meccanica", n. 2, 1967.